# Hemley
Hemley – wieś i civil parish w Anglii, w hrabstwie Suffolk, w dystrykcie East Suffolk. Leży 13 km na wschód od miasta Ipswich i 117 km na północny wschód od Londynu. W 2001 miejscowość liczyła 66 mieszkańców.